# Empis corcyrica
Empis corcyrica är en tvåvingeart som beskrevs av Mario Bezzi 1909. Empis corcyrica ingår i släktet Empis och familjen dansflugor. Inga underarter finns listade i Catalogue of Life.